# Segerstorp

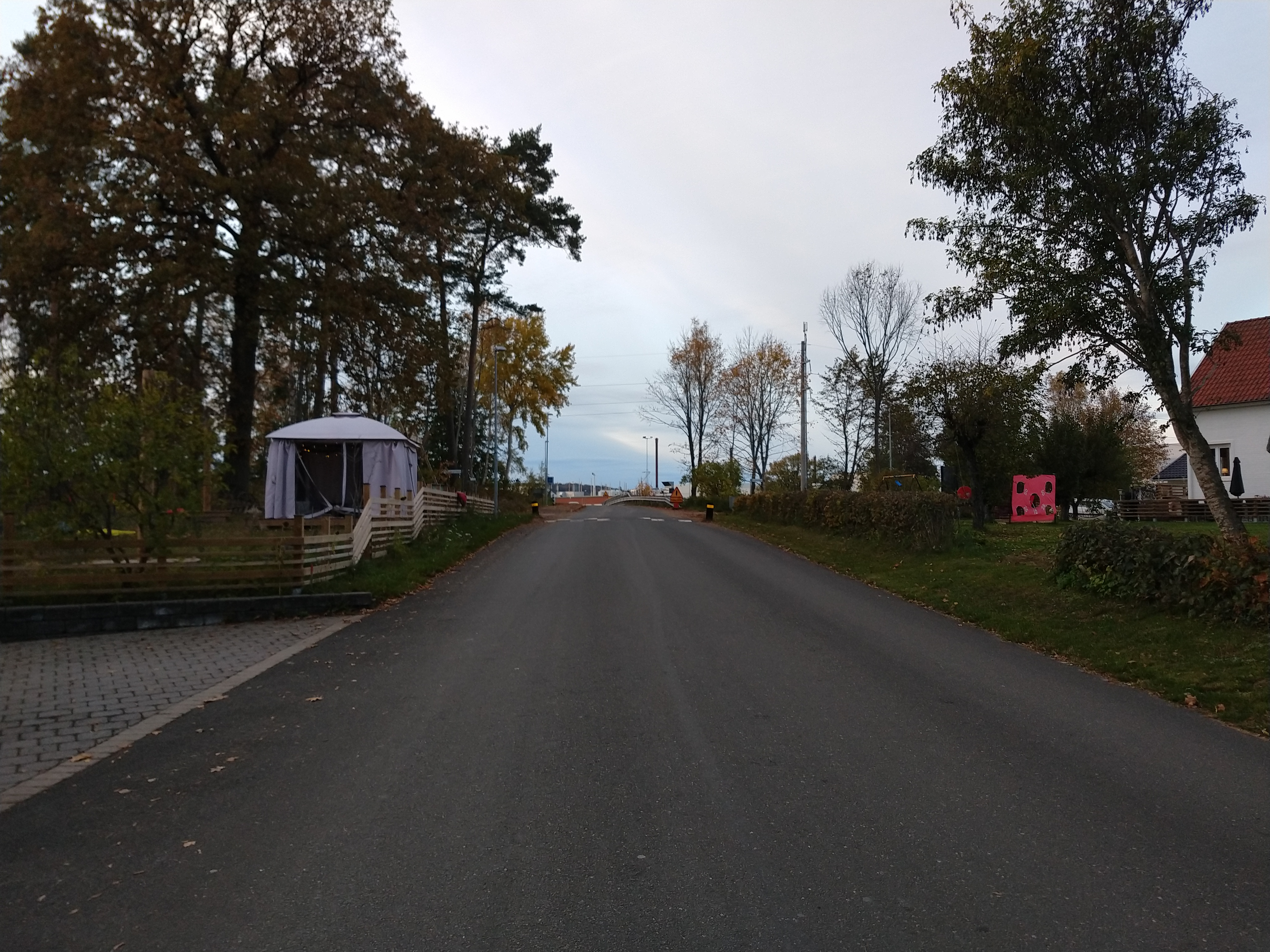
Segerstorps huvudgata med utsikt mot Volvo i västlig riktning

Segerstorp är en liten stadsdel sydöst om Skövde. Den ligger lite avsides från den övriga bebyggelsen, bakom Volvo Personvagnars fabrik och utmed Östra leden.